# モスバーグM500
モスバーグ 500（Mossberg 500）は、アメリカ合衆国のモスバーグ社が開発、生産する散弾銃である。

## 概要

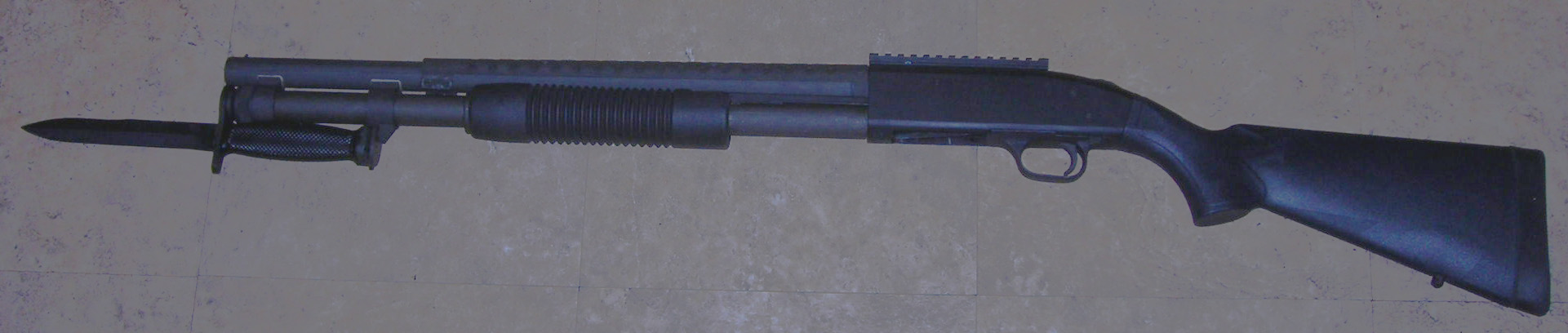
M7 バヨネットを装備した590

アメリカ国内では軍・警察・民間と広く使われているショットガンである。唯一USミル・スペシフィケイション（ミル・スペック）MIL-S-3443をパスしたショットガンで、約3000発もの連射に耐える耐久性から、アメリカの一般部隊で広く採用された。機関部がアルミ合金製であるため軽量で、更にバレルの交換が比較的容易であり、これは巡視船で運用されるショットガンとしては長所である。左右どちらの手でも片手で操作出来る様にセーフティはレシーバートップに、スライドロックはトリガーの後方に備えられたアンビ仕様である。ローディングポートカバーは装填の際には開き続ける機構であるため、レミントンM870と比較して複数発の装填、前述の操作性の良さで優れている。
公用のブラックモデルやクロームステンレスモデル、ピストルグリップを備えたショーティーモデル等、それぞれの分野に合わせたバリエーションも豊富で、日本でも銃砲店で購入可能なものもある。

## バリエーション
500
基本型。
500 マグプル・ブリーチャー
マグプル社とのコラボレートによって発売されたモデル。ドアや窓、コンクリートの鉄筋等の障害物をブリーチング（破壊）する事を前提としており、銃口部には、専用のドアブリーチング弾を使用する際、その破片の飛散を防ぐ一体成型で強度の高いスタンドオフディバイスを備え、先端は滑り止め防止用にスパイク状となっている。レシーバーは近距離での戦闘を前提としたトップがリアサイトの無いすっきりとしたデザインである。他にも前後に手が外れる事を防ぐハンドストップ、拡張性の高いクーリング&アクセサリーホールを設けた大型のフォアグリップ、スリングスイベルを設けており、尚且つスペーサーを重ねる事でバットプレートの長さを射手に合わせた長さに調整可能なショルダーストック等（双方マグプル社製）を備える。

M505

M510 ミニ

M535

590A1
1970年代に開発された軍用モデルで、マガジン・キャップがバレル・テイクダウン・リンクを保持しているタイプとなり、トリガーガードが金属製になり、連射時の過熱から射手を守るためのヒートシールドを装備。ショルダーストックは木製から樹脂製に変更され、表面処理はマットフィニッシュとなっている。銃身下部にはマウントベースが設けられ、ショットガンでは珍しく銃剣が付けられる。レシーバートップにピカティニーレール、バージョンによってはリアサイトにゴーストリングサイトを採用している。マガジンチューブを延長し、装弾数を9発に増やした9-ショットというモデルも存在。
590A1 マグプル 9-ショット
上記の500 マグプル ブリーチャーと同様にマグプル社とのコラボレートで発売されたモデルで、装弾数はマガジンチューブをマズル部分まで延長する事で9発に増やされている。同様のマグプル社製の前後にハンドストップを備えたフォアグリップ、専用のスペーサーを重ね、バットプレートの長さを調整出来るショルダーストックに加え、ピカティニーレール、XSサイト社製のハイビズフロントサイト、ゴーストリングサイトを備える。
590M マグ-フェド
590の装填方式をチューブマガジンからダブルスタックボックスマガジンに変更したモデル。これによりリロードが容易になり、装弾数も増加した。(5/10/15/20発)
590M ショックウェーブ
590Mのショルダーストックをオミットし、ピストルグリップ、短銃身を備えた重量3kgの軽量モデル。

## その他の派生型

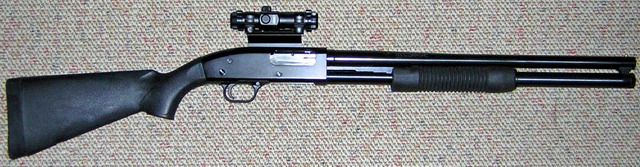
レッド・ドットサイトを装着したマーベリック M88 セキュリティー

マーベリック M88 ライオットガン
500のライセンスを買い受けたマーベリック・アームズ社が自社ブランドとして販売した廉価版。但し、500とは異なり、セーフティはトリガーガード前方に設けられたクロスボルトタイプとなっている。素材にポリマーを多用し、グリップセーフティ、及びフォアグリップ、キャリングハンドルを兼ねるフォアグリップを備えたブルパップモデルも存在。

## 口径における分類
- 500A = 12ゲージ
- 500B = 16ゲージ
- 500C = 20ゲージ
- 500E = .410ボア

## 採用している国
- バミューダ
- ブラジル
- ドミニカ共和国
- アイスランド
  - アイスランド国家警察
- イラク
- レバノン
- マレーシア
  - マレーシア軍特殊作戦部隊群
- オランダ

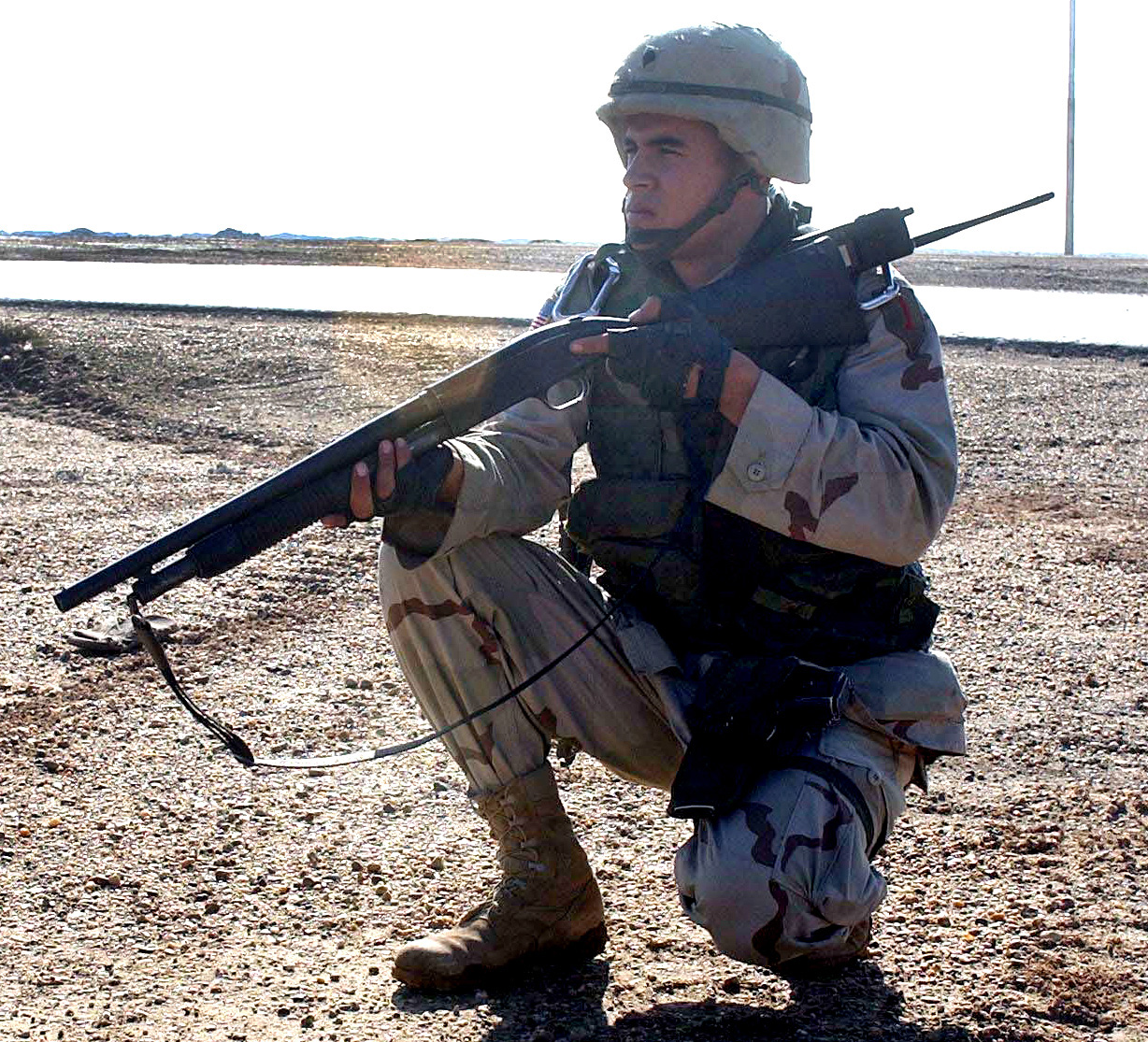
2004年イラクの都市、ラマーディーにて500を装備したアメリカ陸軍の兵士

  - オランダ陸軍コマンド部隊 - 590DA1
- フィリピン
- アメリカ合衆国
  - アメリカ陸軍 - 590・590A1
  - アメリカ海軍 - 590A1
- 日本
  - 特殊急襲部隊[3]